# Station Ashtead
Ashtead is een station van National Rail in Ashtead, Mole Valley in Engeland. Het station is eigendom van Network Rail en wordt beheerd door Southern. Het station is geopend in 1859. 